# Moisés López
Moises López Morales (nascido em 29 de junho de 1940) é um ex-ciclista olímpico mexicano. Representou sua nação nos Jogos Olímpicos de Verão de 1964, nas provas de corrida individual em estrada e no contrarrelógio por equipes (100 km).